# More (мультфильм)
«More» (рус. «больше», «ещё») — короткометражный пластилиновый мультфильм, созданный режиссёром Марком Осборном в 1998 году.

## Сюжет
Изобретатель живёт в сером, бесцветном мире. День за днём он выполняет однообразную механическую работу, собирая на конвейере продукт «Happy» (рус. счастливый). Его единственной отдушиной являются счастливые детские воспоминания. Однажды с их помощью изобретателю удается создать очки, через которые мир кажется цветным. Продукт быстро завоевывает рынок под торговой маркой «Bliss» (рус. блаженство), производитель «Happy» при этом прогорает. Изобретатель становится президентом компании, выпускающей «Bliss», его называют величайшим изобретателем всех времён, но его собственные счастливые воспоминания утеряны.

## История создания
«More» был снят режиссёром Марком Осборном, для которого «More» стал вторым короткометражным анимационным фильмом после «Greener» (1994). «More» был первым короткометражным мультфильмом, который был полностью снят в формате IMAX. Снимать мультфильм в IMAX Осборну посоветовали знакомые, работавшие в Large Format Cinema Association (LFCA). Бюджет мультфильма составил $105 000. Осборн взял деньги из своих личных сбережений, кроме того, ему помог старый друг семьи Стив Калафер. Мультфильм также был поддержан LFCA и другими организациями, которые бесплатно оказывали Осборну различные услуги, в том числе предоставили ему IMAX камеру. Как утверждал Осборн, самоокупаемость мультфильма не планировалась изначально, так как «короткометражные фильмы создаются для удовольствия, но точно не для денег». Осборн совмещал съемки с преподаванием в Калифорнийском Институте Искусств, полностью погрузиться в создание мультфильма ему удалось лишь на время летних каникул. Всего на съемки шестиминутного мультфильма ушло 9 месяцев.
Пластилин Осборн использовал только для придания выразительности лицам 10-дюймовых кукол — создание полностью пластилинового мультфильма потребовало бы слишком много времени. Рисованные цветные фрагменты были выполнены под влиянием творчества Доктора Сьюза, мультфильма «Жёлтая подводная лодка», архитектуры Гауди — в них Осборн пытался создать образ райского сада в противоположность серому городу. Кроме того, Осборн говорил о влиянии на него фильмов «Бразилия» и «Гражданин Кейн».
В октябре 1999 года Осборн принял решение опубликовать «More» на сайте iFilm и к маю 2000 года у мультфильма было уже 110 000 просмотров.

### Саундтрек
Фоновая музыка — композиция «Elegia», записанная группой New Order для альбома 1985 года «Low-Life». Позже был выпущен музыкальный клип песни Kenna «Hell Bent», который показывался по каналу MTV2 в 2001 году.

## Реакция
Мультфильм был высоко оценен критиками и зрителями. «More» получил более десяти наград на различных кинофестивалях, в том числе был номинирован на «Оскар», но уступил мультфильму «Банни» Криса Уеджа.
На февраль 2011 года «More» занимал 9-е место в рейтинге лучших короткометражных фильмов IMDB.

## Награды и номинации
- «Оскар» — Номинация на Лучший анимационный короткометражный фильм, 1999
- Международный кинофестиваль «Послание к Человеку» — Приз «Международный конкурс дебютов» (один из пяти награждённых), 1999[7]
- Кинофестиваль Сандэнс — Специальный приз жюри за короткометражный фильм, 1999[8]
- South by Southwest — Лучший анимационный короткометражный фильм
- ResFest — Audience Award for Best Film, Grand Audience Prize for Best Film
- Aspen Shorts Fest — Специальный приз жюри
- World Fest Houston — Золото / Специальный приз жюри за короткометражный фильм
- USA Film Festival — Даллас — Приз большого жюри за короткометражный фильм
- Toronto International Short Film Fest — Лучший анимационный короткометражный фильм, Лучший короткометражный фильм
- Stony Brook Film Fest — Лучший короткометражный фильм
- PhilaFilm — Филадельфия — Лучший анимационный короткометражный фильм
- Annie Awards — Номинация на Лучший анимационный короткометражный фильм
- St. Louis International Film Festival — Лучший короткометражный фильм
- Uppsala International Short Film Festival/Sweden — Премия зрителей за Лучший фильм
- San Francisco Indie Fest — Премия зрителей